# Flikögon
Flikögon (Platysteiridae) är en familj fåglar av ordningen tättingar. Familjen omfattar fyra släkten med 32 arter som förekommer i Afrika söder om Sahara:
- Släktet Lanioturdus – markbatis
- Släktet Dyaphorophyia – tre arter
- Släktet Platysteira – åtta arter
- Släktet Batis – 20 arter

Tidigare placerades även vitbröstad monarktörnskata (Megabyas flammulatus) och tofsmonarktörnskata (Bias musicus) i familjen. DNA-studier visar dock att de hör hemma i familjen vangor (Vangidae).